# دوري المقاطعات الشمالي الغربي 2014–15
دوري المقاطعات الشمالي الغربي 2014–15 هو موسم من دوري المقاطعات الشمالي الغربي . فاز فيه Glossop North End A.F.C. ‏.